# Golf International Barrière La Baule
De Golf International Barrière La Baule in  Saint André-des-Eaux bij Nantes is een golfbaan die deel uitmaakt van een golfresort. Hij beslaat 220km2 en ligt aan de rand van Nationaal Park Brière. Golf La Baule maakt deel uit van de Group Lucien Barrière, die ook eigenaar is van meerder casino's en hotels.

## Golfbanen
Bij La Baule zijn drie golfbanen:
| Golfbaan                    | Opmerkingen |
| --------------------------- | --- |
| Lucien Barrière golf course | In 1976 ontworpen door Peter Alliss, 18 holes, par 72, verschillende waterhindernissen. Lucien (1923-1990) kwam in 1951 bij de groep en erfde de zaak van François André (zijn neef) in 1961. In 1987 introduceerde hij de slot-machines in Frankrijk. |
| Diane Barrière Desseigne    | 18 holes, par 72, de baan ligt om een groot meer. Diane (1957-2001) was de geadopteerde dochter van Lucien. Hij was eigenaar van meerdere hotels, casino's en golfbanen in Frankrijk. Zij nam zijn imperium over na zijn overlijden. In 1995 werd ze bij Saint-Tropez in een tweemotorige Beechcraft Baron afgehaald om naar La Baule terug te keren. Het vliegtuig moest een noodlanding maken, hetgeen mislukte, waarna het in brand vloog. Zij overleefde, de twee piloten niet. Ze b;eef 100% invalide en leefde de resterende jaren in een rolstoel. Haar echtgenoot Dominique Desseigne werd mededirecteur en nam se zaak na haar overlijden over. |
| Francois André              | 9 holes, par 36. François André was de oprichter van de Group Lucien Barrière, hij kocht zijn eerste casino in 1912 in Oostende. Zijn partner Eugène Cornuché herbouwde het casino in Deauville. In 1923 kochten ze het hotel en het casino in La Baule en maakten er een resort van. |

## Toernooien
- 1978: 62ste Open de France, winnaar Dale Hayes
- BMW Golf Cup, opgericht in 1988, grootste amateurstoernooi in Frankrijk met ruim 10.000 deelnemers. Er wordt in teams van twee spelers gespeeld, er is een Ladies Cup, een Gentlemen Cup en een Touring Cup voor gemengde teams. De nationale finale is op La Baule. De drie teams die de Cup winnen mogen naar de internationale finale.